# 肺浸潤
肺浸潤（pulmonary infiltrate）是指肺部薄壁组织附著了像膿、血液或蛋白质之類的物質。
肺浸潤常和肺炎或结核病有關，可用胸部X光檢測。